# Stenhomalus cleroides
Stenhomalus cleroides là một loài bọ cánh cứng trong họ Cerambycidae.